# Prospero Fontana
Prospero Fontana, italijanski poznorenesančni oz. manieristični slikar, * 1512, Bologna, † 1597, Rim.
Pomemben je zlasti kot oče in učitelj ene prvih renesančnih slikark Lavinije Fontane. 